# Phumosia imitans
Phumosia imitans este o specie de muște din genul Phumosia, familia Calliphoridae. A fost descrisă pentru prima dată de Villeneuve în anul 1916. Conform Catalogue of Life specia Phumosia imitans nu are subspecii cunoscute.